# Thủy điện Văn Chấn
Thủy điện Văn Chấn là thủy điện xây dựng trên dòng ngòi Thia tại vùng đất các xã Suối Quyền và An Lương, huyện Văn Chấn tỉnh Yên Bái, Việt Nam .
Thủy điện Văn Chấn có công suất lắp máy 57 MW với 3 tổ máy, sản lượng điện hàng năm 246,5 triệu KWh, khởi công quý 2/2009 hoàn thành tháng 11/2013 .
Nhà máy điện  cách đập tạo hồ nước cỡ trên 3 km về phía hạ lưu.

## Ngòi Thia
Ngòi Thia là một phụ lưu cấp 1 của sông Hồng, chảy ở các huyện phía tây tỉnh Yên Bái .
Ngòi Thia dài chừng 165 km, bắt nguồn từ hợp lưu nhiều suối ở vùng núi huyện Trạm Tấu, trong đó dòng lớn nhất là "Nậm Tia", từ phía tây xã Xả Hồ và Hát Lìu .
Ngòi Thia chảy về thung lũng Nghĩa Lộ, và tại Nông trường Liên Sơn thì tiếp nhận dòng Nậm Min từ hướng tây bắc đổ vào 21°39′52″B 104°30′30″Đ / 21,66444°B 104,50833°Đ.
Từ đó sông chảy hướng gần đông, rồi gần bắc, và đổ vào sông Hồng ở xã Yên Hợp, Văn Yên tỉnh Yên Bái 21°51′37″B 104°42′36″Đ / 21,86028°B 104,71°Đ.
Trên thượng nguồn Ngòi Thia ở vùng đất xã Trạm Tấu huyện Trạm Tấu đã xây dựng Thủy điện Trạm Tấu có công suất lắp máy 30 MW. 21°30′22″B 104°27′01″Đ / 21,506081°B 104,450361°Đ